# Fort du Bugull
Le fort du Bugull est un fort français situé à Locmaria (Belle-Île-en-Mer), dans le Morbihan, en région Bretagne.

## Situation
Le fort est situé sur la pointe du Bugul, sur la côte nord de la commune de Locmaria.

## Histoire
Une batterie est construite sur le site dès 1692. Un corps de garde type 1846 no 3, y est ensuite construit en 1858,.
Le corps de garde est transformé, dans le courant du XXe siècle, en logement.
Le fort (batterie et corps de garde) est inscrit au titre des monuments historiques par arrêté du 30 octobre 2000.

## Architecture
Le fort est constitué d'une batterie du XVIIe siècle et d'un corps de garde du milieu du XIXe siècle, protégés par un parapet d'artillerie.